# Première force impériale australienne
Pour les articles homonymes, voir AIF.
La première force impériale australienne (en anglais, « First Australian Imperial force »), ainsi abrégée en « 1st AIF » ou « 1re AIF », était le principal corps expéditionnaire australien pendant la Première Guerre mondiale. Il fut constitué le 15 août 1914 à la suite de la déclaration de guerre de la Grande-Bretagne à l’Allemagne. Connue à cette époque sous le nom de « force impériale australienne » (an anglais, « Australian Imperial force », abrégée en » AIF »), elle fut par la suite renommée 1re AIF pour la différencier de la 2e AIF, qui servit pendant la Seconde Guerre mondiale. L’« Australian Flying Corps » faisait partie de l’AIF avant de constituer la Royal Australian Air Force.

## Histoire
La 1re AIF était une unité constituée exclusivement de volontaires. Elle fut intégrée au corps d'armée australien et néo-zélandais (habituellement connu sous l'acronyme « ANZAC »). En Australie, la conscription fut par deux fois rejetée par referendum, préservant ainsi le statut volontaire, mais amincissant les réserves de l'AIF à la fin de la guerre. Au total, 331 814 personnes servirent dans l'AIF, soit 13 % de la population blanche masculine australienne de l'époque. Environ 18 % d'entre eux (soit 61 859) furent tués. Environ 2 100 femmes servirent dans l'AIF, la plupart comme infirmières. Près de 20 % de ceux qui servirent dans la 1re AIF étaient nés au Royaume-Uni, mais tous les engagements (à quelques exceptions près) eurent lieu en Australie. En tant qu'unité volontaire, la 1re AIF fut dissoute à la fin de la guerre.
Initialement, le gouvernement australien s'était engagé à fournir 20 000 hommes répartis en une division d'infanterie et une brigade de cavalerie légère, accompagnées de leurs unités de soutien. À la fin de la guerre, la 1re AIF comptait cinq divisions d’infanterie et la majeure partie de deux divisions montées.

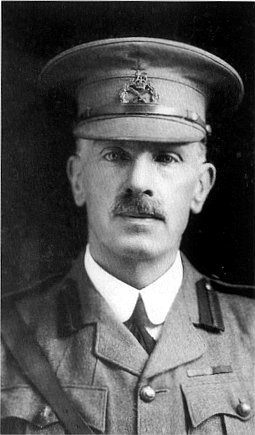
Le général William Bridges, 1er commandant de l'AIF, tué au début de la bataille de Gallipoli.

Lors de sa création, la 1re AIF était commandée par le général William Bridges qui assurait aussi le commandement de la division d'infanterie. Après sa mort aux Dardanelles en mai 1915, le commandement fut transféré automatiquement au général William Birdwood, commandant du corps d'armée australien et néo-zélandais (l’ANZAC). Birdwood fut officiellement confirmé dans son commandement le 14 septembre 1916.
À la fin de la guerre, toutes les unités prirent leurs campements et commencèrent le processus de démobilisation, à l'exception de la 4e escadrille de l’Australian Flying Corps et du 3e hôpital de campagne australien qui participèrent à l'occupation de la Rhénanie. Le 7e régiment de cavalerie légère fut envoyé avec un régiment néo-zélandais occuper la péninsule de Gallipoli. Bien que les Britanniques aient apprécié les qualités combattantes des unités australiennes, elles n'étaient pas considérées comme pouvant agir efficacement en tant que troupes d'occupation, c'est pourquoi aucune troupe d'infanterie australienne ne fut utilisée dans ce but. Il y avait 92 000 hommes en France, 60 000 de plus en Angleterre, 17 000 au Moyen-Orient sans compter les infirmières à Salonique et en Inde qu'il y avait lieu de transporter jusqu'en Australie. En mai 1919, les dernières troupes quittaient la France, et 70 000 hommes campaient maintenant dans la plaine de Salisbury. Ils n'étaient plus que 10 000 en septembre. Le général John Monash, doyen des commandants australiens, fut rapatrié le 26 décembre 1919. Le dernier navire transportant des troupes de l'AIF fut le H.T. Naldera, qui appareilla de Londres le 13 avril 1920. La 1re AIF fut officiellement dissoute le 1er avril 1921 et, le 1er juillet 1921, les hôpitaux militaires australiens étaient remis aux autorités civiles.